# Civitavecchia
Civitavecchia is een stad, 70 kilometer ten noordwesten van Rome, in de Italiaanse provincie Rome. Wat betreft inwoneraantal is Civitavecchia de vierde stad van de regio Lazio. De stad is vooral belangrijk vanwege de haven aan de Tyrreense Zee. Vanuit Civitavecchia vertrekken schepen naar onder andere Sardinië, Sicilië, Barcelona, Tunesië en het Franse Toulon.

## Geschiedenis
De stad is vrijwel zeker gesticht door de Etrusken. De Romeinen vermeldden de plaats voor de eerste keer in het jaar 103 n.Chr., toen keizer Trajanus de haven van de stad liet aanleggen. De naam van de stad was destijds Centrumcellae, waar nog restanten van Romeinse Thermen (Terme Taurine) te vinden. In het jaar 828 werd de stad veroverd door de Saracenen. Zij herdoopten de stad Civitasvetula, waarvan de huidige naam is afgeleid.

## Bezienswaardigheden
Het belangrijkste monument in het historische centrum is het enorme kasteel Forte Michelangelo dat aan de haven staat. In het 17e-eeuwse Palazzo della Guarigione is het Museo Nazionale Archeologico gevestigd. Voor het toerisme zijn de stranden ten noorden van de stad, nabij de provinciegrens Rome/Viterbo, ook van belang. Deze brede zandstranden behoren tot het rustigste deel van de Costa Laziale.

## Vervoer

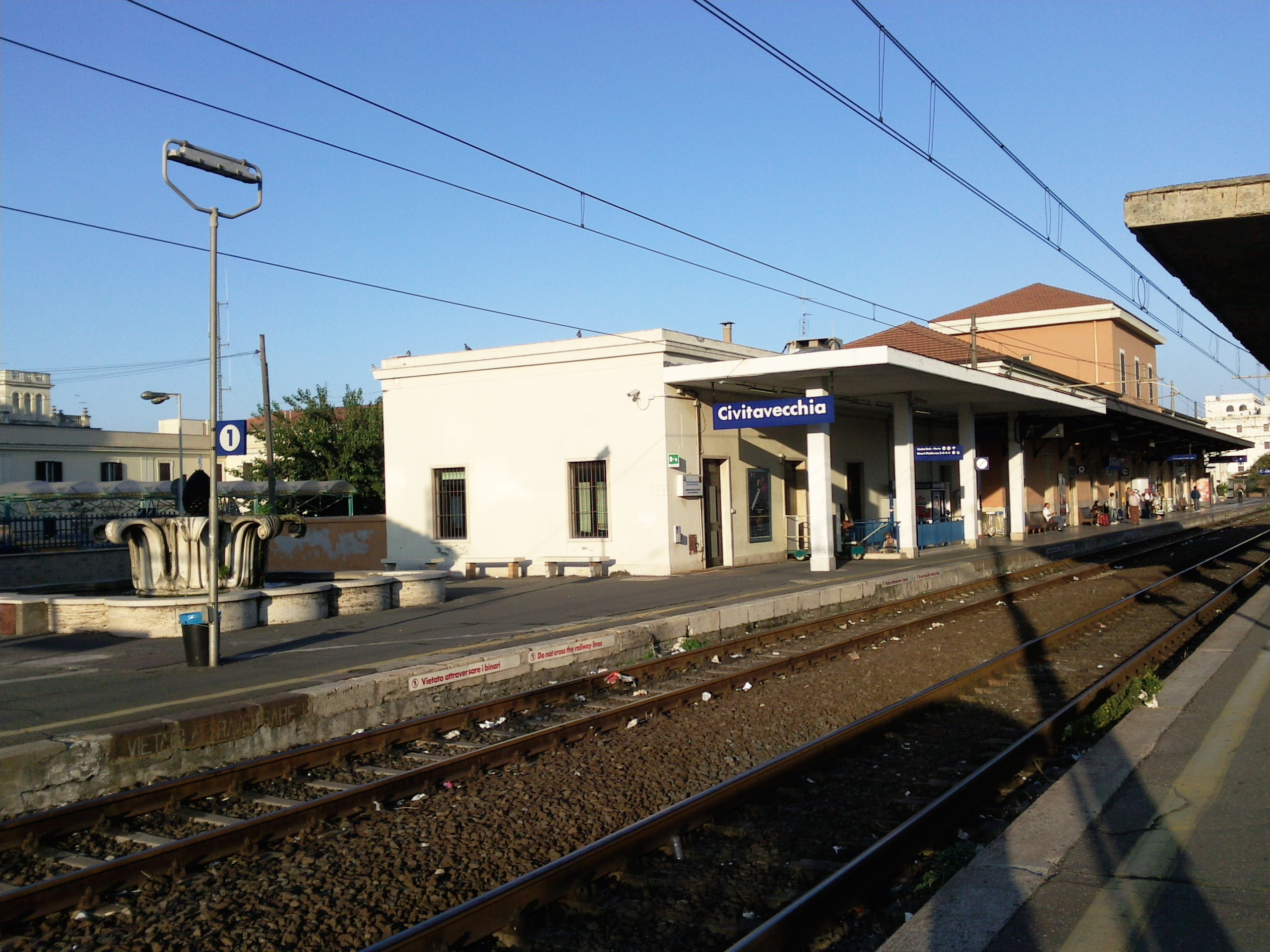
Perrons van het station

Het station van de plaats werd geopend in 1859 en is gelegen vlak bij de boulevard en het strand en vandaar bestaat een rechtstreekse en regelmatige treinverbinding met Station Roma Termini maar ook met Pisa.

## Zustersteden
- Amelia (Italië)

## Geboren in Civitavecchia
- Luigi Calamatta (1801/1802-1869), kunstschilder, tekenaar en graveur
- Roldano Simeoni (1948), waterpolospeler
- Manuele Blasi (1980), voetballer

## Galerij

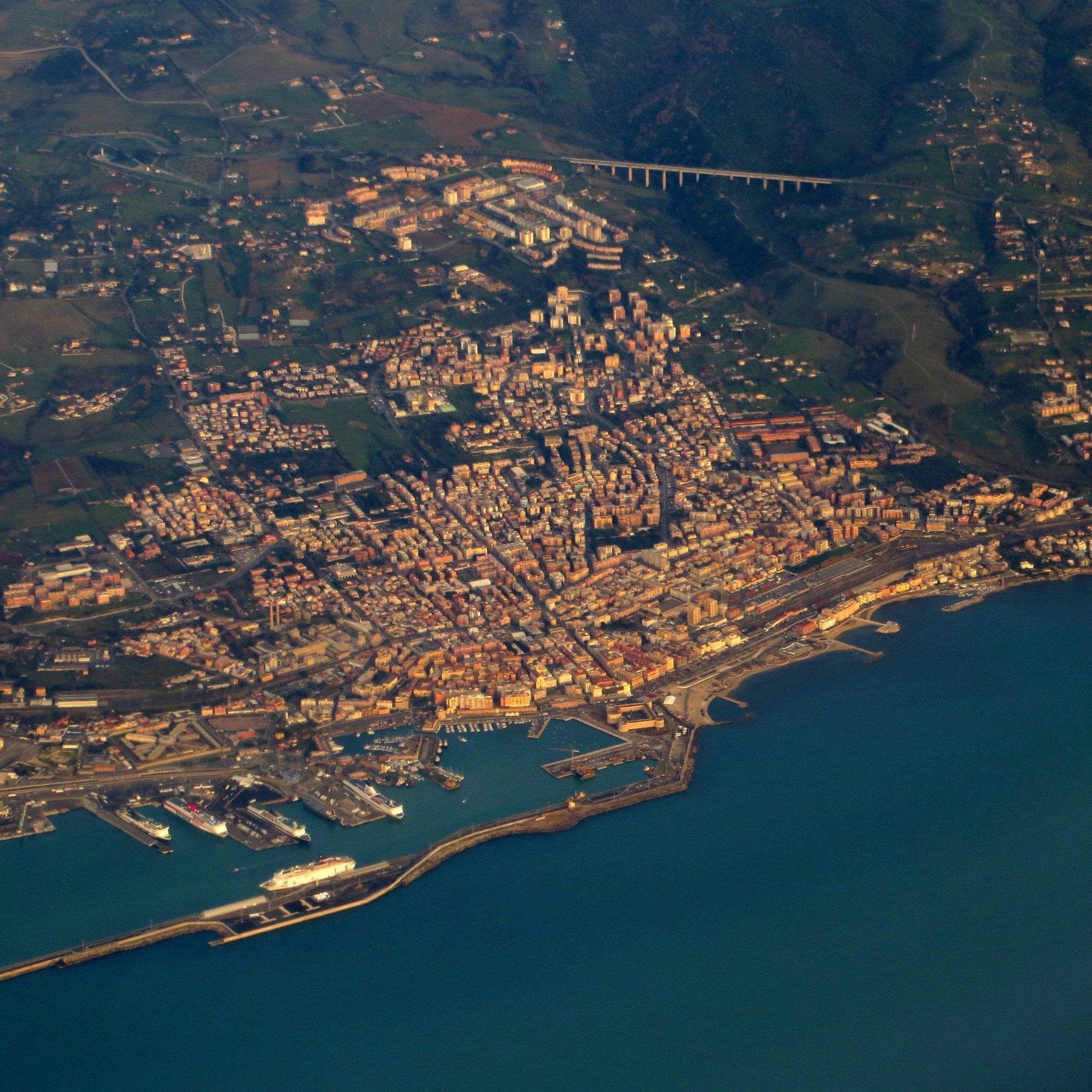
Luchtfoto
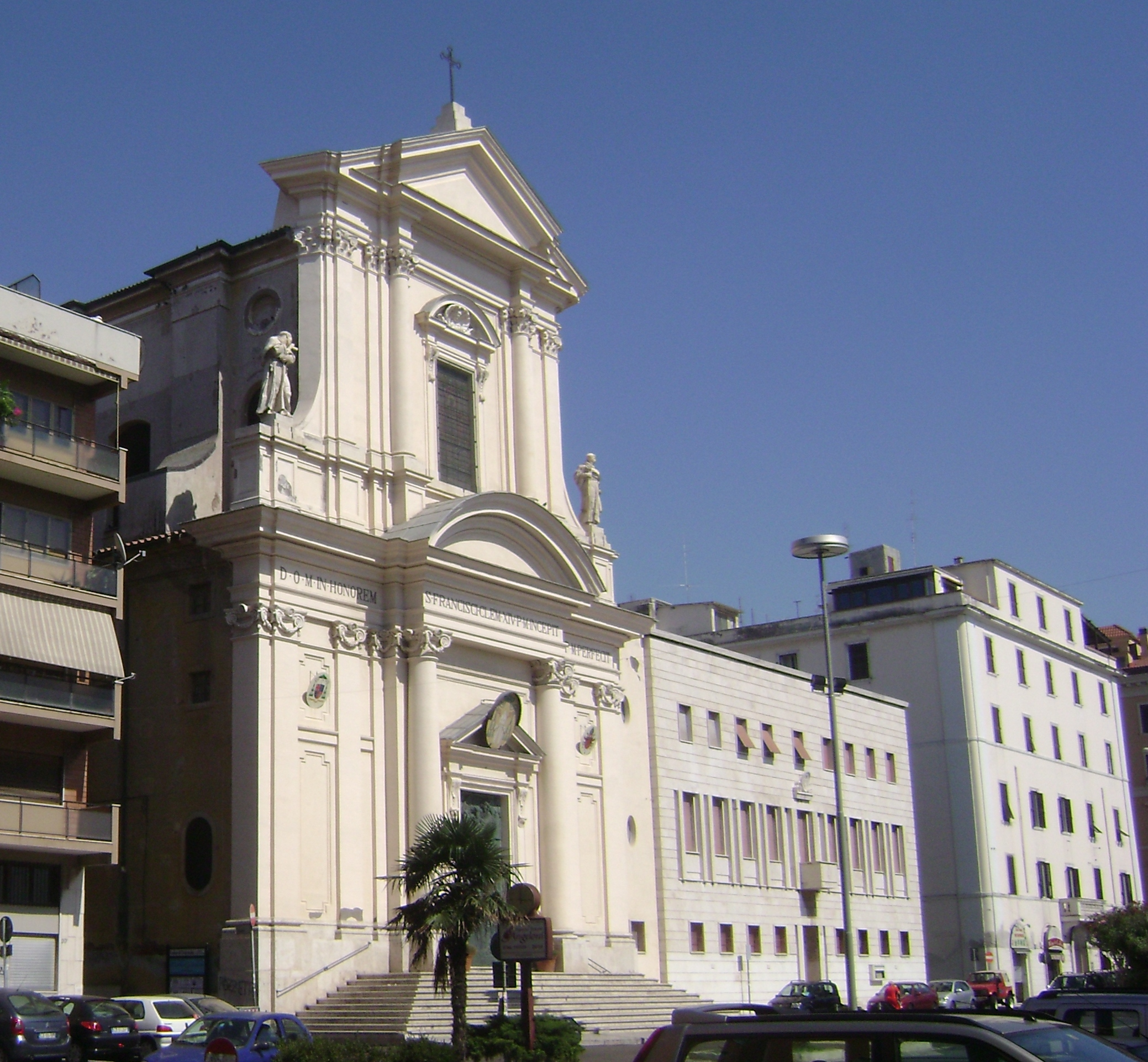
Kathedraal
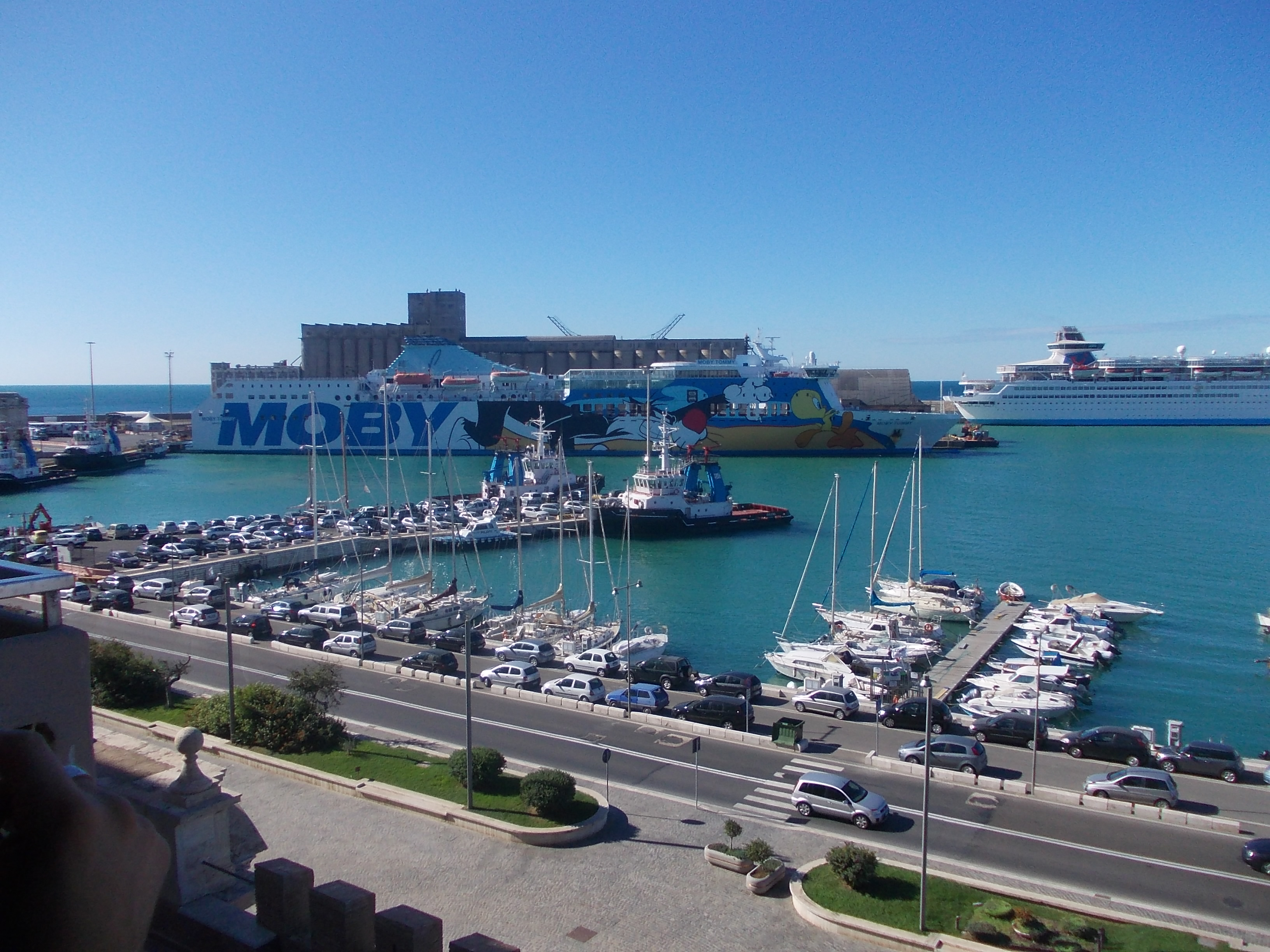
Haven
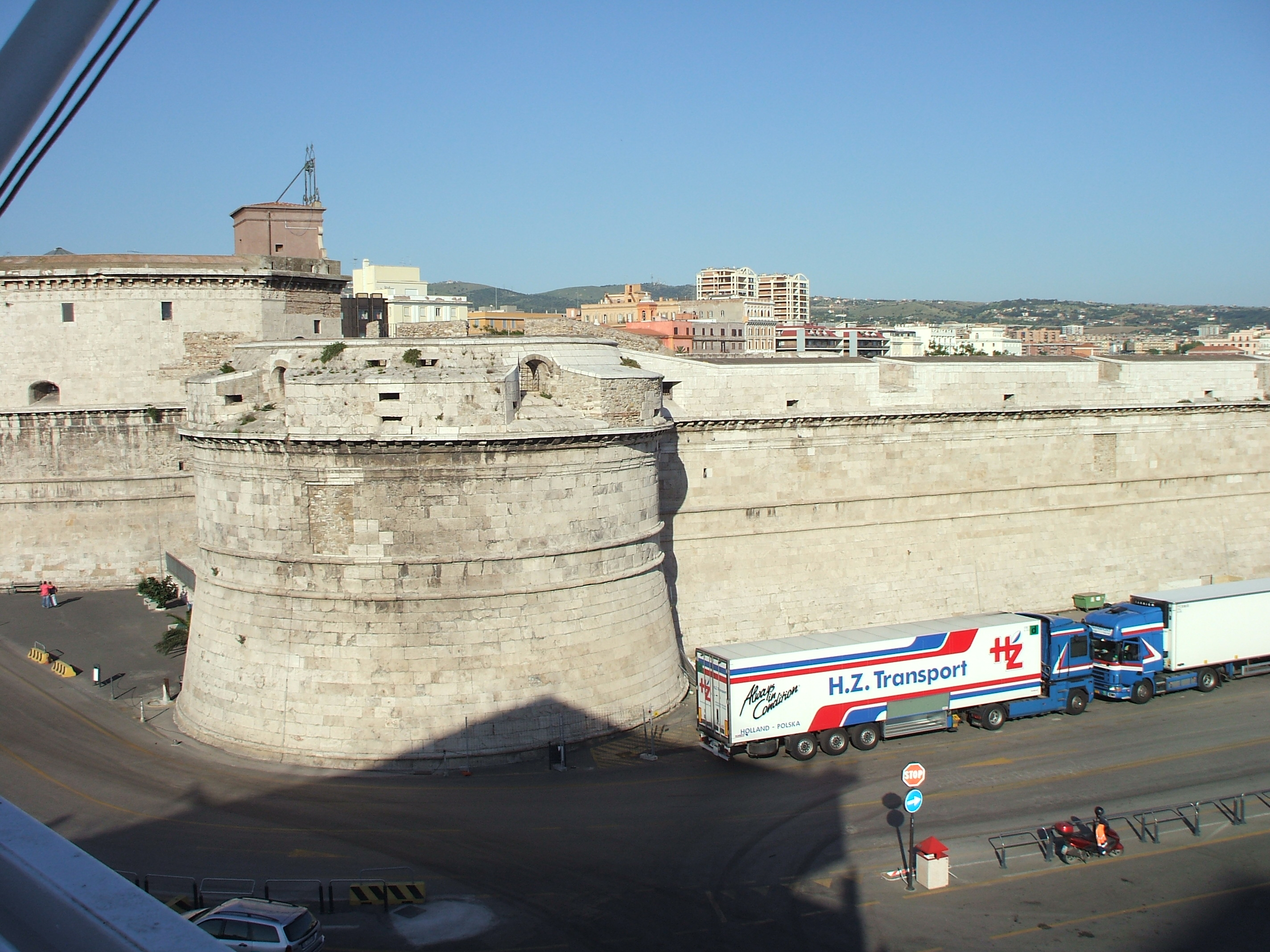
Forte Michelangelo
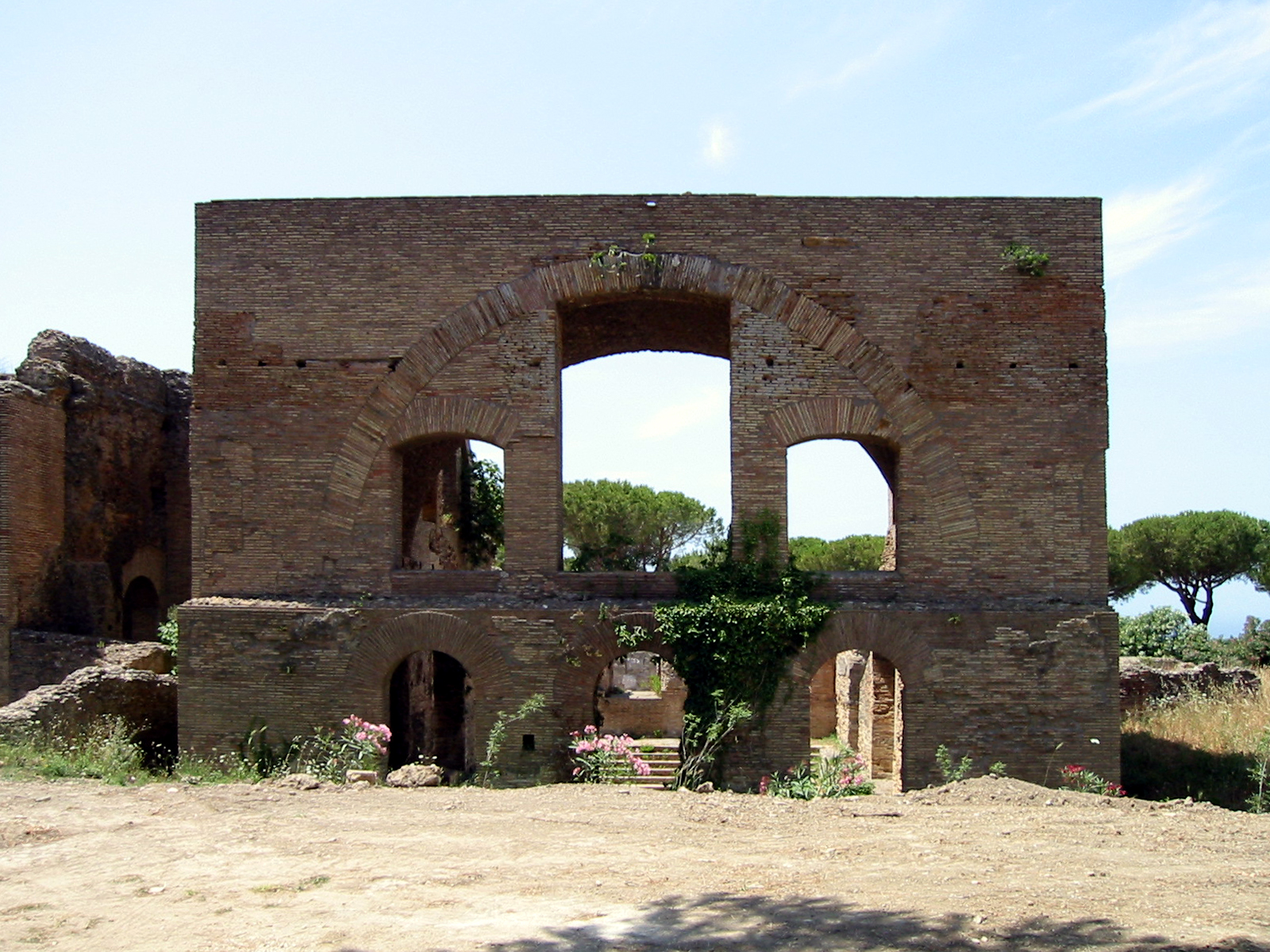
Terme Taurine